# Erzsébet román királyné
Erzsébet román királyné, született Erzsébet wiedi hercegnő (németül: Prinzessin Elisabeth zu Wied, románul: Regina Elisabeta a României, teljes nevén Elisabeth Pauline Ottilie Luise; Neuwied, 1843. december 29. – Curtea de Argeș, 1916. március 2.) wiedi hercegnő, házassága révén hohenzollern–sigmaringeni hercegné és Románia királynéja; Carmen Sylva néven költőnő és írónő.

## Származása és ifjúkora

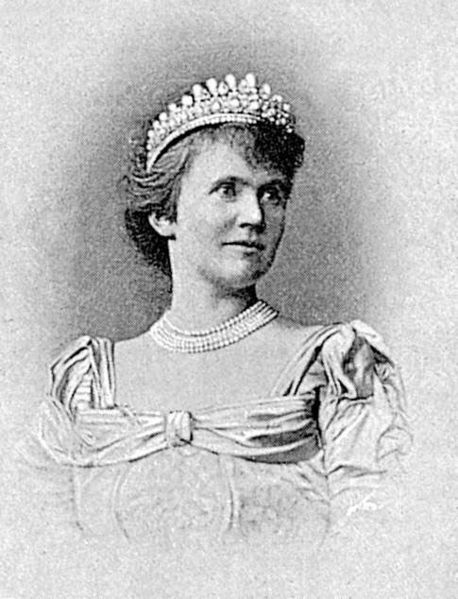
Erzsébet királyné

Erzsébet hercegnő 1843 decemberében látta meg a napvilágot Vilmos Hermann wiedi uralkodó herceg és Mária nassau–weilburgi hercegnő egyetlen leányaként. A Wiedi-ház egy nagy múltra visszatekintő német hercegi család volt, amely ellenben nem tartozott az előkelőbb nemesek közé. Erzsébet hercegnő legifjabb öccse, Ottó herceg tragikusan korán, 1862-ben hunyt el, és ez mélyen megrendítette a hercegnőt. Apja két évvel később bekövetkezett halálát is nehezen éli meg, akárcsak édesanyja.
Kitűnő, ugyanakkor szigorú oktatásban részesült, többek között festőművészetet, zenét és filozófiát is tanítottak neki. Több nyelven is beszélt, így angolul, németül, franciául és románul is. Tizenkét éves korától kezdve több rövid történetet is írt; tizenhét esztendősen pedig részletes naplót kezdett vezetni. Gyermekkora vadregényes, természetes környezetben telt el, a fiatal Erzsébet hercegnő valósággal beleszeretett az erdőkbe és a folyókba. Már fiatalon is verseket szerzett a táj szépségeiről, ekkor kezdett kialakulni eleven stílusa.

## Házassága és gyermeke
Erzsébet hercegnő először 1860 őszén találkozott majdani férjével, Károly hohenzollern–sigmaringeni herceggel, amikor mindketten látogatóban voltak nagynénjüknél, Auguszta porosz királynénál. A nála négy évvel idősebb Károly herceg nem tett mély benyomást azt ekkor tizenhatodik évében járó hercegnőre. Erzsébetet szülei Albert Eduárd brit trónörökösnek szánták, azonban a brit herceg végül Alexandra dán királyi hercegnőt választotta.
Károly herceg és Erzsébet hercegnő csak évek múltán, 1869-ben találkoznak újból. Ez alkalommal a wiedi hercegi és a hohenzollern–sigmaringeni családdal egyaránt jó barátságban álló Jelena Pavlovna orosz nagyhercegné közvetítése folyamán Kölnben hozta össze őket a sors. Károly herceg, ekkor már Románia régenseként, pár nappal később megkérte Erzsébet hercegnő kezét; az eljegyzést négy nappal később jelentették be hivatalosan. 1869. november 15-én Neuwied kastélyában tartották az esküvői szertartást. A házaspár kapcsolata a kezdetekben hűvösen alakult, csak évek múltán sikerült baráti viszonyt kialakítaniuk egymással. Frigyükből egyetlen gyermek származott, aki azonban hamar elhalálozott:
- Mária hercegnő (1870. szeptember 8. – 1874. április 9.).

Mária hercegnő születését nagy csalódás fogadta, mind az uralkodócsalád, mind a román nép fiúgyermeket várt. Erzsébet hercegné ennek ellenére rajongó szeretettel vette körbe leányát, aki a román hagyományok, szokások és népművészet világában nevelkedett. A kisleány alig négyévesen, 1874-ben halt meg skarlátban.

## Román királynéként

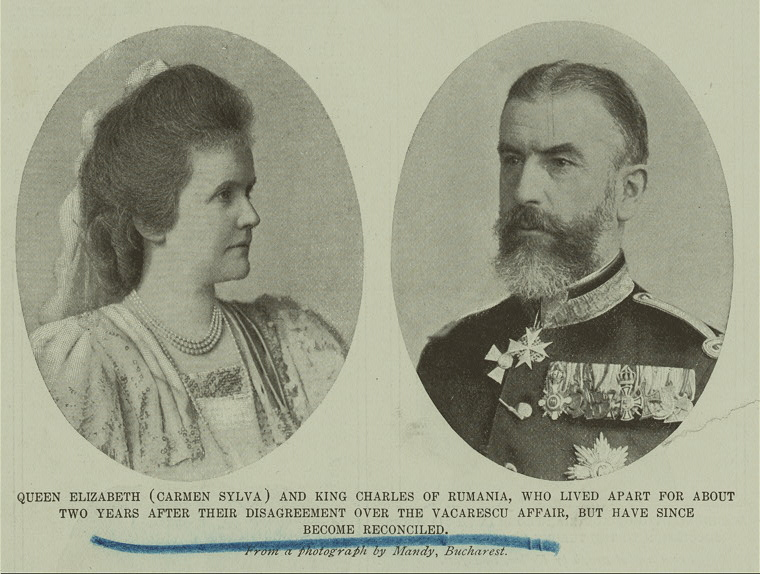
Erzsébet és I. Károly

Mikor Erzsébet hercegnő huszonhat évesen hozzáment Károly román herceghez, Románia államformája fejedelemség volt, s az országot megszállás alatt tartotta az Oszmán Birodalom. Az 1877-ben kitört orosz–török háború folyamán a katonák által Mama răniților néven emlegetett Erzsébet régenshercegné kórházakat pártfogolt, segélyszervezeteket támogatott és személyesen szolgált ápolónőként. Ekkor alapította meg az az Erzsébet Rendet és kitüntetését, mely az önkéntes ápolóknak járt. A háború lezárását jelentő 1878-as berlini béke értelmében az országot elismerik királyságként; 1881. május 10-én Erzsébetet Románia első királynéjává koronázták. Az új királyné hatalmas népszerűségre tett szert, miközben ő maga is megkedvelte új hazáját, bár sokáig gyötörte honvágy.

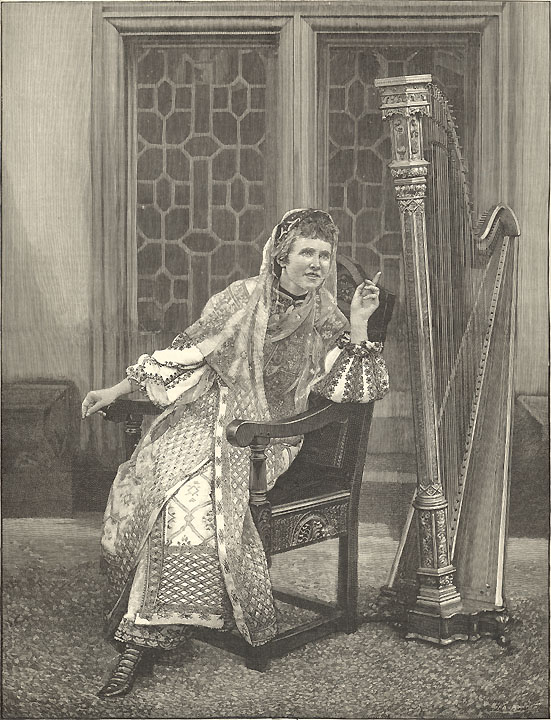
Erzsébet királyné román népviseletben, mellette hárfa

Leánya halála után a királyné a jószolgálati tevékenységekben lelt menedéket a fájdalom elől: „Minden fájdalomra a munkában lelünk vigasztalást” – volt a királyné kedvenc mondása. Udvari kíséretét és a román nemesi hölgyeket mind arra bátorította, hogy kövessék példáját, és jótékonykodjanak. A szegények istápolása mellett a királyné sokat tett a román nők magasabb szintű oktatásáért; támogatta a művészeteket, főként a költőket és az írókat. Az ő pártfogását élvezte Vasile Alecsandri, Elena Văcărescu, Mite Kremnitz és Mihai Eminescu is. A regénybe illő, német vonássokkal bíró Sinaia kastélyát a királyné saját költségén építtette a Hohenzollernek örökségéből; a román királyi család nyári lakhelyeként szolgáló épületben a kor neves írói és művészei – mint például Pierre Loti és Sarah Bernhardt – mind megfordultak; az Orient Expressz is megállt a kastélynál. A Peleș kastély a királyné hatására Kelet-Európa egyik kulturális központjává nőtte ki magát. Románia részt vett több világkiállításon is, ahol nem egy alkotást nők terveztek. 1912-ben a királyné ennek példájára szervezett meg egy berlini kiállítást Die Frau in Kunst und Beruf néven. Számos turistacsalogató programot is rendezett, s igyekezett megismertetni Romániát a nyugat-európai lakosokkal. A román népművészetet is támogatta; a királyné előszeretettel viselt román népviseletei ruhákat.
1874-ben skarlátjárvány tört ki az országban, mely Mária hercegnőt is elvitte. I. Károly király 1881-ben örökbe fogadta unokaöccsét, Ferdinánd hohenzollern–sigmaringeni herceget abban a reményben, hogy ő majd alkalmas lesz a román trónra. Ferdinánd herceg hamar közeli viszonyba került a királyné egyik társalkodónőjével és egyben támogatottjával, a régi nemesi származású Elena Văcărescuval. Elena – amellett, hogy tehetséges író volt – a királyné támaszának és leányának számított, ugyanis Mária hercegnő halála után Erzsébet királyné minden anyai szeretetével Elena felé fordult. Ferdinánd herceg nőül akarta venni Elenát, ám az 1866-os román alkotmány megtiltotta a román trónörökös számára, hogy saját népéből nősüljön. Erzsébet királyné támogatta Elena és Ferdinánd románcát, szembehelyezkedve férje akaratával; emiatt pedig 1891-ben kénytelen volt neuwiedi száműzetésbe vonulni. Elena Párizsba költözött, míg Ferdinánd herceget európai körútra küldték, hogy keressen magának feleséget, akit végül Mária edinburgh-i és szász–coburg–gothai hercegnő személyében meg is lelt. 1893-ban, a királyné távolléte alatt hozták létre az Erzsébet királyné Társaságot, mely több ezer önkéntes tagjával a szegényebb családokat támogatta ingyenes orvosságokkal. Erzsébet királyné 1894-ben tért vissza Romániába, ahol lelkes tömegek fogadták, és ekkor nevezték el Mama Reginának.

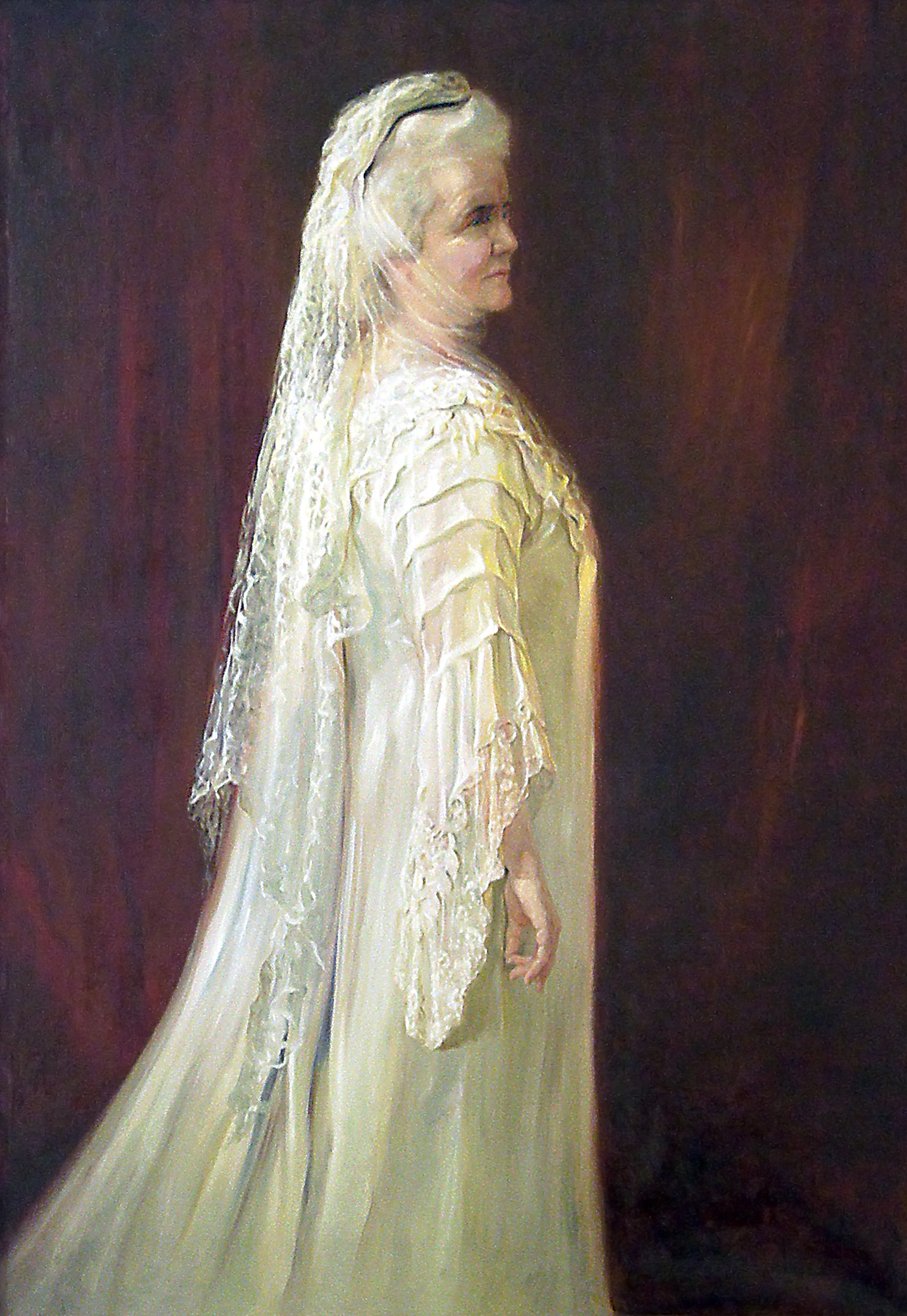
Egy portré Erzsébet királynéról a Román Nemzeti Múzeum-ban, Bukarest.

1908-tól kezdve férje egészsége folyamatosan romlott, melyet csak súlyosbított az első világháború kitörése. Károly király végül 1914. október 10-én eltávozott az élők sorából. Az immár anyakirálynéi rangot viselő Erzsébet élete hátralevő részét a világtól visszavonulva töltötte el a Curtea de Argeș, vagy Argyasudvarhely melletti monostorban. 1916. március 2-án halt meg, miután az év februárjában tüdőgyulladást kapott: „Carmen Sylva tüdővérzésben halt meg. (…) Hajnalban hunyt el, én fogtam a kezét” – írta menye, Mária hercegnő. Ravatalánál és temetési szertartásán több ezren rótták le kegyeletüket. Férje mellé temették el, aki ugyancsak az argyasudvarhelyi monostorban nyugszik.

## Művészi tevékenysége
Carmen: a dal, Sylva: az erdő. A pompás erdő dalolja énekét; s én, ha nem szeretett erdőm mélyén születek, újból eldalolni dalát lantom néma lenne.
A királyné leánya halála után kezdett írni – verseket és prózát egyaránt. Legtöbb írása német vagy román nyelvű, de előfordulnak angol és francia, illetve más nyelvű munkái is. Műveit eredetileg nem szánta a nyilvánosságnak, de Alecsandri bátorítására végül is Carmen Sylva néven publikálta alkotásait. Első, nyomtatásban megjelent alkotásai a Sappho és a Hammerstein voltak 1880-ból. 1888-ban Egy királyné ábrándjai című kötetét a Francia Akadémia kitüntetésben részesítette. Több munkáját udvarhölgyével, Mite Kremnitz-cel közösen írta:
- Aus zwei Welten (Lipcse, 1884), novella
- Anna Boleyn (Bonn, 1886), tragédia
- In der Irre (Bonn, 1888), rövid történetek
- Edleen Vaughan, vagy Paths of Peril (London, 1894), novella
- Sweet Hours (London, 1904), angol nyelvű vers.

A királyné nemcsak írt, költött, hanem fordított is:
- Pierre Loti románcának, a Pecheur d'Islande-nak német változata
- Paul de St Victor kritikájának, a Les Deux Masques-nak ugyancsak német változata (Párizs, 1881–84)
- Elena Văcărescu Le Rhapsode de la Dâmbovița című román népdaltémákat feldolgozó művének angol változata The Bard of the Dimbovitza címen, illetve ugyanez németül, Alma Strettell segítségével Lieder aus dem Dimbovitzathal néven (Bonn, 1889).

## Magyarul
- Egy ima. Elbeszélés; ford. B. Büttner Lina; Aigner, Bp., 1866
- Rajzok; ford. Harmath Lujza; Aigner, Bp., 1885
- Carmen Sylva–Dito, Idem [Mite Kremnitz]: Tábori posta. 1-2. köt.; ford. Fái J. Béla; Singer-Wolfner, Bp., 1887
- Peles meséi; ford. Gidófalvy Géza; Révai biz., Nagyszeben, 1887
- Két világból. Regény; ford. Harmath Lujza; Magyar Háziasszony, Bp., 1890
- Ki kopog? Elbeszélés; bev. Pierre Loti: Egy rajz; ford. Wohl Janka; Athenaeum, Bp., 1890
- Házasság szerelem nélkül. Regény; ford. Dugovich Imre; Könyves Kálmán, Bp., 1893 (A Könyves Kálmán regénytára)
- Sylvia Carmen–Mite Kremnitz: Astra; ford. Harmath Lujza; Gross, Győr, 1893 (Egyetemes könyvtár)
- Jehovah; ford. Goldis János; Ungerleider Ny., Arad, 1894
- Zoe regénye; ford. Harmath Lujza; Országos Irodalmi Rt., Bp., 1898